# Cities Aviv
Cities Aviv est le nom de scène du musicien afro-américain Wilbert Gavin Mays, né en 1989 aux États-Unis. Connu du public comme rappeur et beatmaker, il commença par chanter dans un groupe de punk hardcore avant de s'orienter vers le hip-hop et de créer son projet solo. Il travailla également avec différents artistes.

## Biographie
Né en 1989 à Memphis dans l'État du Tennessee, Gavin Mays fréquenta les Overton High School (en) et Cordova High Scool (en). Plus tard, il cessa les études de journalisme qu'il suivait à l'université de Memphis pour s'adonner à la musique. Avant d'entamer une carrière de rappeur, Mays était chanteur dans le groupe de punk hardcore Copwatch. À cette époque, il commença à expérimenter des créations musicales dans le hip-hop en rappant, pour finir par explorer pleinement ce genre après la séparation du groupe,.

## Musique

### Projet Solo
En 2011 et sous le nom de Cities Aviv, il réalisa sa première mixtape, intitulée Digital Lows, qui reçut un accueil positif de la critique musicale via des médias comme Pitchfork et Spin. En 2012, il sortit la mixtape Black Pleasure sur le label de la marque de streetwear Mishka NYC. Après la sortie de son single URL IRL en 2013, son album Come to Life parut chez Young One Records en 2014. Puis la mixtape Raised for a Better View sortit en 2018.

### Genres et influences
Cities Aviv est connu pour une production musicale au style éclectique. Ses morceaux incorporent des samples issus de genres variés. Ses influences incluent Lil B, Three 6 Mafia, 8Ball and MJG, Black Moon, Big Pun, Non Phixion, de la musique soul et des groupes plus tournés vers le rock comme Joy Division ou Deftones. La critique nota aussi une influence post-punk dans ses travaux, avec par exemple des paroles évoquant Joy Division ou Psychic TV. Le flow de Cities Aviv fut comparé à celui des rappeurs RZA, Donald Glover et MC Ride (en).

## Dicographie

### Albums
- Come to Life (en) (Young One Records, 2014)
- Your Discretion Is Trust (2015)
- Immortal Flame (2020)
- Gum (2020)
- Accompanied by a Blazing Solo (2020)
- The Crashing Sound of How It Goes (Total Works / PTP, 2021)
- Man Plays the Horn (2022)
- Working Title for the Album Secret Waters (2022)

### Mixtapes
- Digital Lows (en) (2011)
- Black Pleasure (2012)
- Raised for a Better View (2018)

### Singles
- Coastin' (2011)
- Wet Dream (2011)
- Flex Your Gold (2012)
- I Want All (2012)
- URL IRL (2013)
- If I Could Hold Your Soul (2017)
- WAYS OF THE WORLD (2021)
- CINEMA CLUB (2022)

### Participations
- She's a Buddhist, I'm a Cubist  sur l'album Plateau Vision (en) (2012) de Lushlife (en)
- Torn Victor sur l'album Knifefight (2013) de Knifefight (en)
- Number One sur l'album Sonic Crusader (2014) de Mr. Flash
- Moshin in the Front sur l'album Gay Dog Food (en) (2014) de Mykki Blanco
- Home Box Office sur l'album El Ultimo Playboy: La Vida Y Los Tiempos De Nigel Rubirosa (2016) de Nasty Nigel (en)
- Stress sur l'album Corpus I (2017) de Show Me the Body (en)
- Rise sur l'album Somersault (en) (2017) de Beach Fossils
- During Mimis sur l'album Heavy Hearted in Doldrums (en) (2014) d'Antwon